# Британія (міст)
53°12′59″ пн. ш. 4°11′09″ зх. д. / 53.21625° пн. ш. 4.1858333333333° зх. д.
Британія (англ. Britannia Bridge, валл. Pont Britannia) — суміщений автомобільно-залізничний міст через протоку Менай, що сполучає острів Англсі з основною територією Уельса, Велика Британія. Міст було відкрито 5 березня 1850 року. Спочатку це був балковий міст з коробчастими фермами (автор — Роберт Стефенсон) на залізниці Честер — Голігед (що пошвидшило сполучення з Дубліном). Після реконструкції 1970 року є арковим мостом з наскрізними арковими фермами. Через міст прокладено шосе A5 (E22) та «Північно-Вельську прибережну залізницю».